# Mary Porcelijn
Mary Porcelijn (Amsterdam, 1947), is een Nederlands-Belgische muzikante die in de jaren zestig en zeventig van de 20e eeuw in België actief was als zangeres en presentatrice.

## Biografie
Porcelijn werd geboren in Amsterdam maar verhuisde met haar familie in de jaren zestig naar België. Ze kwam voor in het eerst in aanraking met showbizz wanneer haar vader haar in 1967 inschreef voor het programma Ontdek de Ster. Op dat moment werkte zij in een advocatenkantoor, en was zang en gitaarspel slechts een hobby. In de talentenjacht werd ze tweede met een nummer van Joan Baez.
Dankzij haar deelname aan Ontdek de Ster kreeg ze een platencontract aangeboden, en haar eerste plaat Hier ben ik dan kwam uit in 1968. De teksten waren geschreven door Mary Boduin, de muziek schreef ze zelf.
Een jaar later nam ze deel aan de Europabeker voor zangvoordracht. Enkele dagen voor deelname kwam aan het licht dat ze de Nederlandse nationaliteit had, en ze mocht daarom niet deelnemen. Ze liet zich naturaliseren en in 1970 nam ze wel deel en won de persprijs.
Tijdens haar solo-optredens met gitaar droeg Porcelijn steeds jurken gemaakt door Mimi Peetermans in het atelier van KNS.

## Carrière
Naast haar optredens als muzikante zocht Porcelijn ook nieuwe uitdagingen op. Ze verscheen als hoofdrolspeler in  Oklahoma Motel van Jan Cremer. Daarnaast presenteert ze op dinsdagochtend een radioprogramma bij Omroep Antwerpen. Vanaf 1972 presenteerde ze negen afleveringen lang op dinsdagavond de eerste laatavondtalkshow op de BRT, Mary's Magazine.
Na acht jaar in de wereld van muziek, radio en televisie maakte Porcelijn de carrièreswitch naar publiciteit, eerst bij het blad Koerier, later richtte ze met enkele collega's Teletip op. Tussendoor was ze nog even eigenaar van een taverne. In 1992 richtte ze uiteindelijk haar eigen communicatiebureau Mary Porcelijn Select op, waar ze tot 2015 publicaties voorziet gericht op kmo's en industrie.

## Discografie
| Titel                                                                                           | jaar | uitgever         | componist/muziek |
| ----------------------------------------------------------------------------------------------- | ---- | ---------------- | --- |
| Hier ben ik dan (LP)                                                                            | 1968 | Decca, 193.463   | teksten van Mary Boduin |
| Ronny Temmer, Josiane Janvier, Mary Porcelijn, Samantha, Johnny White - Knokke 1969 (LP Stereo) | 1969 | Decca, LPDS 162  | |
| Mary Porcelijn Zingt Boris Pasternak (LP, Album, Gatefold)                                      | 1970 | Decca, 193.484-X | A-kant: Poëzie van Boris Pasternak, vertaald door Nico Scheepmaker, op muziek gezet met producer Al Van Dam en orkestleider Freddy Sunder); B-kant: muziek met teksten van Mary Boduin |

| Titel                          | jaar | uitgever        |
| ------------------------------ | ---- | --------------- |
| Geen tijd                      | 1969 | Decca           |
| Een Ander                      | 1969 | Decca 23 824    |
| Een vliegtuig staat te wachten | 1970 | Decca 23 876    |
| Marat-Sade/Valse Brilliante    | 1970 | Decca           |
| Weet jij nog wie ik was        | 1971 | Decca           |
| 's Avonds/Gewoon               | 1975 | EMI 4C006-97116 |